# Europese Stichting tot verbetering van de levens- en arbeidsomstandigheden
De Europese Stichting tot verbetering van de levens- en arbeidsomstandigheden (Eurofound) is een  agentschap van de Europese Unie, dat in 1975 werd opgericht en is gevestigd in Dublin.
De stichting verleent advies aan sociaalbeleidsmakers, beoordeelt en analyseert de levens- en arbeidsomstandigheden, brengt verslag uit over ontwikkelingen en trends, en draagt bij tot de verbetering van de levenskwaliteit.
De stichting wordt geleid door een raad van bestuur waarin werknemers- en werkgevers-organisaties, de nationale regeringen en de Europese Commissie zijn vertegenwoordigd.